# Llista de cràters de Proteu
En aquest article només es mostra els noms oficials aprovats per la Unió Astronòmica Internacional (UAI).
Aquesta és una llista de cràters amb nom de Proteu, un satèl·lit natural de Neptú descobert el 1989 per l'astrònom Stephen Synott a través de la sonda espacial Voyager 2. Les dades recollides durant els sobrevol de la Voyager 2 no va ser suficient per determinar les coordenades i les dimensions de les característiques de la superfície per a les quals la UAI identifica les característiques mitjançant mapes fotogràfics. S'espera que altres missions proporcionin dades més precises.
El 2019, el cràter amb nom de Proteu representava el 0,01% dels 5475 cràters amb nom del Sistema Solar. Altres cossos amb cràters amb nom són Ariel (17), Cal·listo (142), Caront (6), Ceres (115), Dàctil (2), Deimos (2), Dione (73), Encèlad (53), Epimeteu (2), Eros (37), Europa (41), Febe (24), Fobos (17), Ganímedes (132), Gaspra (31), Hiperió (4), Ida (21), Itokawa (10), Janus (4), Japet (58), Lluna (1624), Lutècia (19), Mart (1124), Mathilde (23), Mercuri (402), Mimas (35), Miranda (7), Oberó (9), Plutó (5), Puck (3), Rea (128), Šteins (23), Tebe (1), Terra (190), Tetis (50), Tità (11), Titània (15), Tritó (9), Umbriel (13), Venus (900), i Vesta (90).

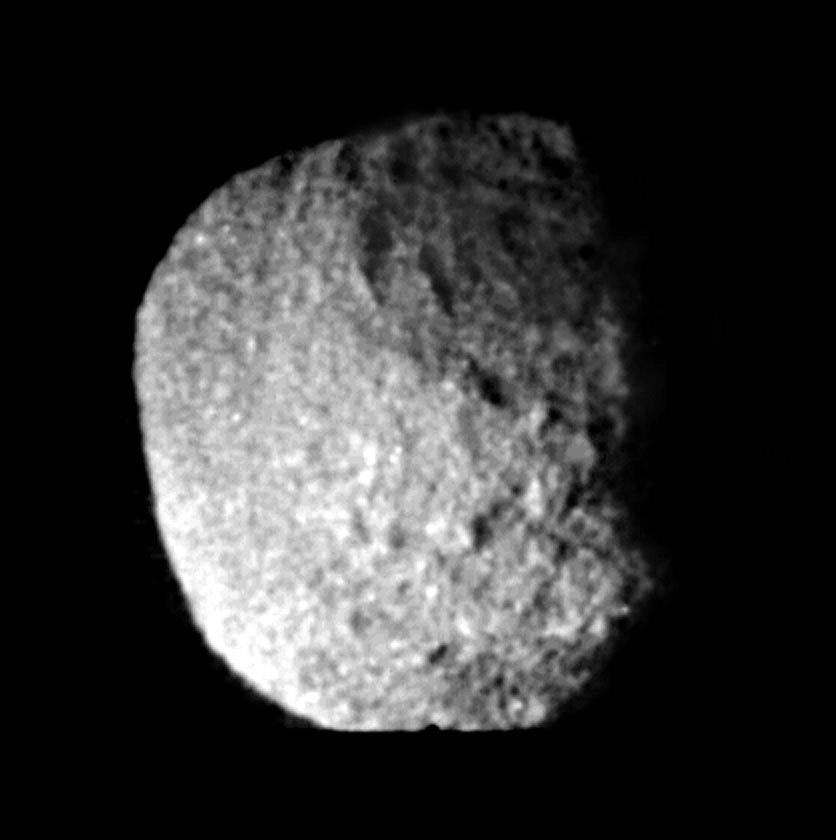
Imatge de Proteu (Neptú viii) realitzada per la sonda espacial Voyager 2 a 146.000 km, 1989
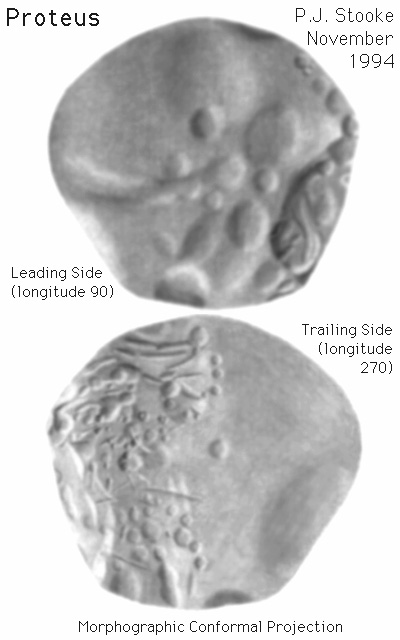
Mapa de Proteu, 1994. Aquests mapes són la interpretació del cartògraf i no totes les característiques de la superfície són necessàriament certes, tenint en compte les dades limitades disponibles.
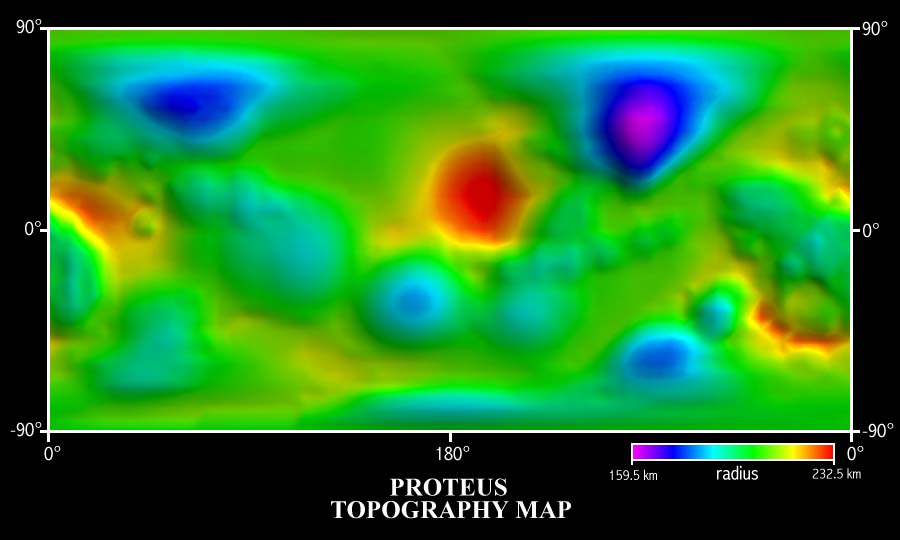
Mapa topogràfic de Proteu

La superfície de Proteu està plena de cràters, però no mostra cap signe de modificacions geològiques. El cràter més gran, Pharos, és la única característica superficial amb nom; té un diàmetre de 230 a 260 km, la seva profunditat és d'uns 10-15 km, i al seu pis té una cúpula central d'uns pocs quilòmetres d'alçada. A més de Pharos, hi ha diversos cràters de 50 a 100 km de diàmetre i molts més de diàmetres inferiors a 50 km.
Altres accidents geogràfics de Proteu inclouen característiques lineals, com ara cingles, valls i solcs. El més destacat corre paral·lel a l'equador, a l'oest de Pharos. Aquestes característiques probablement es van formar com a conseqüència del grans impactes, com el que va formar Pharos i altres grans cràters, o com a resultat de la força de marea de Neptú.

## Llista
Els cràters de Proteu porten els noms de déus i esperits relacionats amb l'aigua. L'excepció és el primer cràter anomenat, que fa referència a un lloc relacionat amb el mite de Proteu.
| Cràter | Coordenades | Diàmetre (km) | Epònim                                                                               | Ref.  |
| ------ | ----------- | ------------- | ------------------------------------------------------------------------------------ | ----- |
| Pharos | n. d.       | 230-260       | Faro - L'illa on va regnar Proteu i on més tard es va construir el Far d'Alexandria. | WGPSN |